# Сражение при Мальмезоне
Сражение при Мальмезоне (фр. Bataille de la Malmaison) — операция французской армии с ограниченными целями, проведённая с 23 по 25 октября 1917 года.

## Стратегическая ситуация
Провал наступления Нивеля оказал травмирующее воздействие на боевой дух французской армии и многие подразделения взбунтовались. Нивель был заменен генералом Филиппом Петеном, который принял стратегию «исцеления и защиты», смысл которой заключался в возобновлении истощения немецкой армии, при сохранении французской пехоты. Петен начал масштабную программу перевооружения французской армии, приказал расстрелять 40-62 мятежников. Обеспечил лучшую еду, большую зарплату и больше отпусков, что привело к значительному повышению морального духа. Мятежи во французских армиях стали известны немцам, но цена их успеха в обороне на Эне сделала невозможным усиление Фландрии и проведение более, чем локальных операций на Эне и в Шампани.
Союзники больше не предпринимали совместных крупных операций на Западном фронте. Английское командование решило действовать самостоятельно, поскольку генерал Петэн 2 июня ответил Хейгу, что ввиду плохого морального состояния французской армии она не сможет предпринять атак до конца июля.
Однако новая французская стратегия не была стратегией пассивной защиты. В июне и июле Четвёртая, Шестая и Десятая армии провели несколько коротких атак, а Первая армия была отправлена во Фландрию для участия в Битве при Пашендейле. Британцы продлили наступление на Аррас до середины мая, несмотря на неуверенность в намерениях французов, большие потери и уменьшающуюся отдачу, поскольку дивизии перебрасывались на север, во Фландрию. Британцы провели Мессинскую операцию 7 июня и провели остаток года в наступлении в Битве при Пашендейле (31 июля — 10 ноября).
Во второй половине августа в операции у Вердена французы отвоевали большую часть территории, возвратили себе пространство, отнятое немцами в 1916 году, взяли в плен 10 тыс. вражеских солдат, 30 орудий и 250 пулеметов. Тесное взаимодействие пехоты и артиллерии помогло успешно отражать контратаки германцев и добиться успеха. Следующей наступательной операцией с ограниченными целями стало октябрьское сражение при Мальмезоне.

## Ход сражения
Операция имела своей целью срезать выступ, занятый германцами. Выступ представлял собой группу высот в треугольнике Ля-Руайер, Воксейон, Шавиньон с опорными пунктами у Мальмезона. Отсюда германцы контролировали долину реки Элет. Таким образом, цель французской атаки была ограниченной — завладеть выступом Мальмезона.
Для атаки на 10 км фронта от пункта Ля-Руайер до высоты Пинон было предназначено 12 дивизий 11-го, 21-го и 14-го корпусов 6-й армии генерала Метра. На правом фланге атаку поддерживал 39-й корпус, который выделял для этой цели одну дивизию. Каждый корпус имел две дивизии в первом эшелоне и две во втором. Атаке содействовали 300 самолетов и 63 танка. Артиллерия насчитывала 1878 орудий разного калибра, в том числе около 1 тыс. тяжелых.
На этом участке фронта германцы имели 12 пехотных дивизий 7-й армии, около 200 самолетов и 580 орудий (из них 225 тяжелых). Они знали о намерениях французов и готовились к отражению их атаки, расположив свои дивизии следующим образом: в первом эшелоне — 6, во втором эшелоне — 3, в резерве — 3.
Французы строили свои боевые порядки несколько иначе, чем в предыдущих сражениях. Дивизии первого эшелона располагали полки рядом, но каждый полк эшелонировал батальоны в глубину. Каждый батальон имел свою задачу: 1-й захватывал первую линию обороны противника, 2-й — вторую, 3-й — третью. Это обеспечивало лучшее управление боем, помогало избежать смешивания боевых порядков.
Артиллерия при атаке действовала согласованно с пехотой: по достижении пехотой первой линии окопов германской обороны огневой вал задерживался на 20 минут, потом вновь начинал продвигаться вперед со скоростью 100 м в 3 минуты до следующего рубежа, которым было намечено овладеть. Здесь огневой вал задерживался вновь, превращаясь на срок около 2 часов в неподвижный заградительный огонь. Пехота закрепляла захваченный рубеж и затем под прикрытием огневого вала двигалась вторым эшелоном к следующей цели. Подавленные массовым артиллерийским обстрелом, германцы не смогли оказать сопротивление. Узел высот Ля-Руайер, Шавиньон, Аллеман был взят к вечеру 23 октября. К 26 октября «Мальмезонокий выступ» был срезан. 1 и 2 ноября германцы отвели свои войска за р. Эллет на всем фронте от Краона до Воксейона.

## Результаты
Успех привел к захвату западной части Шмен-де-Дама и вынудил немцев отойти к северному берегу реки Элет. В результате французы захватили около 11 тыс. германских солдат пленными, 220 минометов, 200 орудий, 700 пулеметов. Этот успех, по мысли французского командования, содействовал поднятию настроения у армии.
В бою под Мальмезоном победа французских войск была обеспечена главным образом хорошо организованным артиллерийским огнем. Танки действовали также удачно, хотя из 58 до конца операции участвовало лишь 24 танка.